# Affaire du Lotus
Pour les articles homonymes, voir Lotus.
 (septembre 2008).
Si vous disposez d'ouvrages ou d'articles de référence ou si vous connaissez des sites web de qualité traitant du thème abordé ici, merci de compléter l'article en donnant les références utiles à sa vérifiabilité et en les liant à la section « Notes et références ».
L'arrêt de la Cour permanente de justice internationale (CPJI) sur l’affaire du Lotus, et portant sur les compétences d'un État en droit international, est rendu le 7 septembre 1927.

## Les faits
Le 2 août 1926 vers minuit, un paquebot français, le Lotus, qui navigue à destination de Constantinople, aborde dans les eaux internationales de la Méditerranée un navire charbonnier turc, le BozKurt, qui sous l’effet du choc se brise en deux et sombre. Au cours de l’abordage, huit marins et passagers turcs meurent. Le navire français sauve dix marins turcs, puis se rend à Constantinople où il arrive le 3 août. Le 15 août, M. Demons, capitaine français du navire, est arrêté par les autorités et le 15 septembre il est condamné par les tribunaux turcs en raison des dommages subis par les marins turcs,,,.

## Problèmes de droit posés
La France proteste auprès de la Turquie en faisant valoir que le capitaine étant de nationalité française et le navire sous pavillon français, la Turquie ne disposait d’aucun titre de compétence objective pour juger les actes commis. La France considère que la compétence objective pénale est de nature territoriale et donc ne peut s’exercer à l’égard de faits qui se sont déroulés en dehors de l’État. Le dommage a été causé en haute mer, donc il revient à l’État du pavillon d’exercer la compétence pénale. La Turquie plaidait qu'elle avait compétence objective du fait de la nationalité des victimes.
Cette affaire du Lotus pose deux problèmes :
- Quelles sont les compétences de l’État et comment sont-elles déterminées en droit international ?
- Que se passe-t-il lorsque deux États sont concurremment compétents ?

## Solutions retenues
La CPJI va considérer que le droit international n'a pas été violé. L'État exerce seul, à l'exclusion de tous, ses fonctions étatiques. La CPJI a donc jugé que l'exclusivité interdit toute action de contrainte d'un État sur le territoire d'un autre État.
On en retient le fameux dictum « les limitations de l'indépendance des États ne se présument pas », c'est-à-dire que tout ce qui n'est pas interdit en droit international est permis.
Sur la coutume et le volontarisme des relations internationales : « les règles de droit qui lient les États, sont le fruit de leur volonté, dans des conventions ou dans les usages acceptés généralement comme consacrant des principes du droit. »
C'est aussi dans le cadre de cette affaire que le juge Moore cite, dans son opinion individuelle no 7, le principe de compétence universelle appliqué dans les cas de piraterie : « [D]ans le cas de ce qui est connu sous le nom de piraterie du Droit des Gens, il a été concédé une compétence universelle, en vertu de laquelle toute personne inculpée d'avoir commis ce délit peut être jugée et punie par tout pays sous la juridiction duquel elle vient de se trouver [...]. Bien qu'il y ait des législations qui en prévoient la répression, elle est une infraction de droit des gens ; et étant donné que le théâtre des opérations du pirate est la haute mer où le droit ou le devoir d'assurer l'ordre public n'appartient à aucun pays, il est traité comme l'individu hors-la-loi, comme l'ennemi du genre humain — hostis humani generis — que tout pays, dans l'intérêt de tous peut saisir ou punir. »

## Évolution postérieure du droit international
La Convention des Nations unies sur le droit de la mer, signée à Montego Bay le 10 décembre 1982, pose en son article 97 une règle positive qui vient régler les compétences juridictionnelles en matière d'abordage :

« 1. En cas d'abordage ou de tout autre incident de navigation maritime en haute mer qui engage la responsabilité pénale ou disciplinaire du capitaine ou de tout autre membre du personnel du navire, il ne peut être intenté de poursuites pénales ou disciplinaires que devant les autorités judiciaires ou administratives soit de l’État du pavillon, soit de l’État dont l'intéressé a la nationalité. »

« [...] 3. Il ne peut être ordonné de saisie ou d'immobilisation du navire, même dans l'exécution d'actes d'instruction, par d'autres autorités que celle de l’État du pavillon. »